# I'm Not the Only One (Rancid)
I'm Not the Only One è il primo singolo dei Rancid, punk band californiana, pubblicato solo sull'EP omonimo Rancid.

## Formazione
- Tim Armstrong - chitarra e voce
- Matt Freeman - basso elettrico e voce
- Brett Reed - batteria